# Hősi emlékmű (Nádudvar)
A nádudvari hősi emlékmű a település első világháborús hősi halottjainak állít emléket a Kossuth téri parkban.

## Története

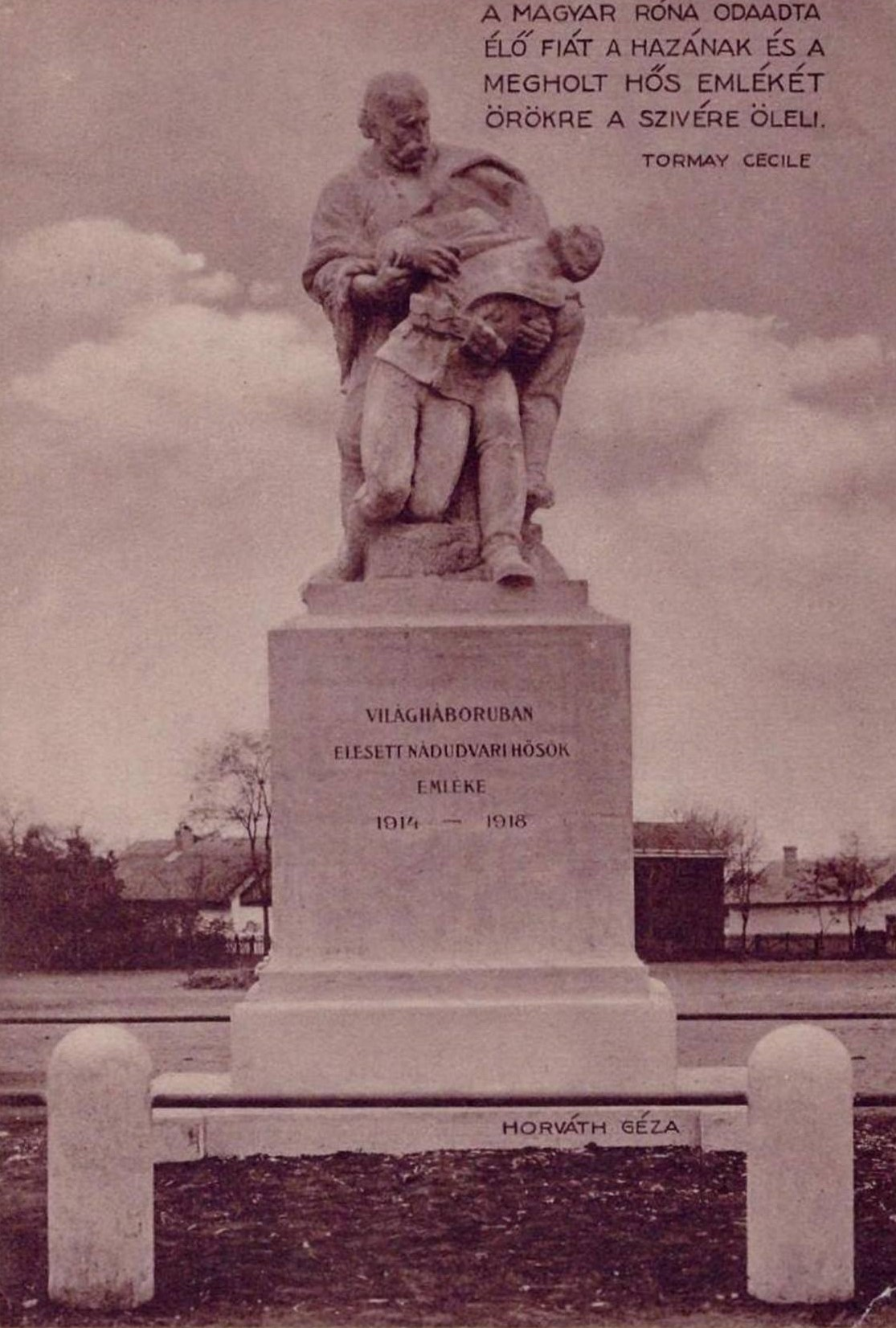
Nádudvar Hősök szobra képeslap 1926

Az Kossuth téri parkban áll a község 415 hősi halottjának emlékére  1926.-ban avatott Hősi emlékmű, Horváth Géza szobrász műve. A kétalakos szobor Hortobágy környéki pásztoröltözetben lévő apát jelenít meg, aki haldokló fiát fogja. A szobor talpazatán Tormay Cecil nádudvari írónő gondolata olvasható: "A magyar róna odaadta élő fiát a hazának - És a megholt hős emlékét örökre a szívére ölelik."
Az első világháborús emlékmű felavatására - ünnepélyes keretek között- 1926. június 6.-án került sor. Minden testületnek, egyesületnek és körnek kötelező volt a megjelenése és minden vezetőnek beszédet kellett mondania az ünnepségen, amely a vasárnap reggeli istentisztelettel kezdődött, majd az emlékmű előtt a lovas bandériumok és leventeegyletek felvonulásával folytatódott. Az ünnepségen beszédet mondott: dr. Petri Pál államtitkár, vitéz Nagy Pál altábornagy, dr. Hadházi Zsigmond főispán, stb..
Nádudvar Város Önkormányzata 2015-ben a a Közép- és Kelet európai Történelem és Társadalom Kutatásáért Közalapítványtól elnyert pályázat segítségével renoválta az emlékművet. A renoválás során három darab új mészkőtábla került az emlékműre amire a hősök nevét újra vésték. Sajnos a 415 hős helyett csak 414 név került újra vésésre, a tévedést utólag javították. 
Nádudvar Város Önkormányzata 2024. júliusában ismét renoválta az emlékművet. Felújításra került a szobor, a talpazat és a körülötte lévő kerítés oszlopai. 

## Leírása
Hősi emlékmű, Horváth Géza szobrász műve. A szobor és a talpazat és az azt körül vevő kerítés oszlopai is műkőből készültek 1926.ban. A szobor egy minta elkészítése után, formába öntve készült. A 2015-ben történő renoválás során három mészkőtábla került elhelyezésre az oldalaira, melyek a hősök neveit tartalmazzák.

## Korabeli híradások
UJ BARÁZDA 1926. június 8, kedd
A nádudvari hősök emlékünnepe A község megvendégelte a hadirokkantakat, árvákat és özvegyeket. Debrecenből jelentik: Nádudvar községben vasárnap délelőtt leplezték lé a község 415 hősi halottjának emlékére emelt emlékművet. A leleplezési ünnepségen megjelentek Petri Pál államtitkár, a kerület nemzetgyűlési képviselője,' Tormay Cecil, Hadházy Zsigmond főispán, Pákozdy Sándor alispán, vitéz Nagy Pál gyalogsági tábornok, Barabás Samu nemzetgyűlési képviselő stb. A református és katolikus templomokban tartott istentiszteletek után az emlékmű előtt Petri Pál államtitkár mondott nagy hatású beszédet. Az emlékszobrot ezután úgy a katonaság, mint a társaságok nevében a kiküldöttek egész sora koszorúzta meg. A felemelő ünnepség a Szózat eléneklésével ért véget. Az ünnepségről hódoló táviratot küldtek a kormányzónak. Ezután 150 terítékes közebéd volt, a község pedig 120 hadirokkantat, Özvegyet és árvát vendégelt meg. A közebéden az első felköszöntőt Hadházy Zsigmond mondotta a kormányzóra. 

Napkelet 1927:
"Ilyen a nádudvari hősi emlék. Ezt a művet Horváth Géza alkotta. Nemrégiben kint jártunk a műtermében. Meg akartuk nézni újonnan készülő munkáit. A századosutcai művésztelep egyik szerény kis műtermében dolgozik a halkszavú, de teremtő, erős tekintetű művész. Mondom, hogy a nádudvari hősiemlék mintáját szeretném látni. Szemem, lelkem fölmelegül, amint ezt a magyar szobrot nézem ! Ilyen szerencsésen aligha fejezték még ki a magyar falu gyászát a világháború viharában elhulló katona fölött. . . Egy öreg paraszt ölelő karjába emeli a lehanyatló, halálra sebzett bakafiút. Ezt a meleg gondolatot Horváth Géza vitte bele először a hősiemlékek tervébe. Ahogy ez a vén magyar védőleg felfogja az elvágódó ifjú legénytestet, ez a fenséges mozdulat s az arcára kiülő érzés megdöbbentően bensőséges kifejezése : szobrászi remekmű ! Ebben a gesztusban benne van a f a j t a egész jelleme, méltósága. Benne van az apa, az örök apa — a magyar apa. A tölgyderekú öreg szántóvető nyűhetetlen izmai feszülnek meg előttünk. Egy földig ember gyönyörű, magyar testét látjuk. Arcáról, szeméből a magyar parasztnak a halállal szemben tanúsított csudálatos, pogány fatalizmusa árad és mégis valami megrázó, Krisztus elcirógatta megnyugvás is érzik ebből a feledhetetlen tekintetből, mintha a Hortobágy ölelné keblére haldokló fiát. Az eleső legény alakja is tökéletes. Az életet elbocsátó emberi test tragikus semmibe hullásának, lélektelen tárggyá rogyásának nagy pillanata ez. Ezt a csoportozatot ízig-vérig való magyar művész alkotta. Büszke lehet reá a Hajdúság." 

Nádudvari HÍREK 2015 április
Méltón a honi hősökhöz Megújult a Kossuth téri első világháborús emlékmű. A hősök neve nem merült a feledés homályába. 2014-ben volt centenáriuma az első nagy világégés kezdetének, ennek apropóján a Közép- és Kelet európai Történelem és Társadalom Kutatásáért Közalapítványhoz pályázott Nádudvar Város Önkormányzata a hősi emlékmű renoválására. Az elnyert 700 ezer forintos támogatáshoz az önkormányzat még ugyanennyit tett hozzá, hogy méltó mementó maradhasson az utókornak. Az 1927-ben avatott emlékmű Horváth Géza alkotása. A kétalakos, kétszeres életnagyságú,  szobor egy Hortobágy környéki pásztoröltözetben lévő apát jelenít meg, aki haldokló fiát fogja fel, tartja karjával. A szoborkompozíció szélsőséges időjárásnak kitéve, közel egy évszázada hirdeti a gyászt. A nagyon megkopott műkő talapzaton az elesett hősök nevei olvashatatlanok voltak már. Újra vésését, festését (a méretek miatt) ebben az anyagban már nem lehetett szépen megcsinálni. Kivéve a fő feliratot. Győrfi Lajos szobrászművész a talapzatot átcsiszolta, a hősök nevét három oldalon, új mészkőtáblákba újravéste.

## Képek a Hősi emlékműről

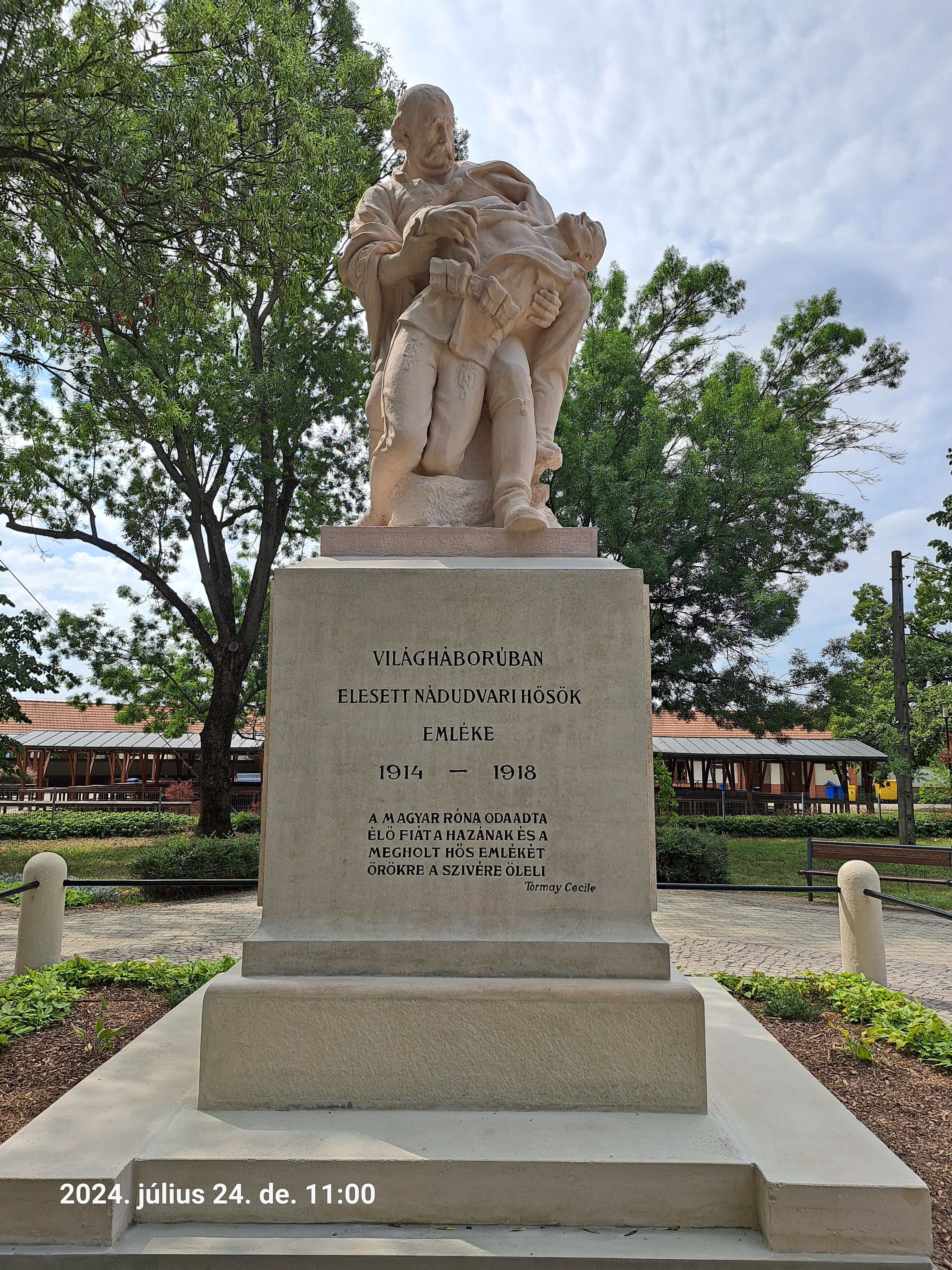
Hősi emlékmű 2024.07.24.
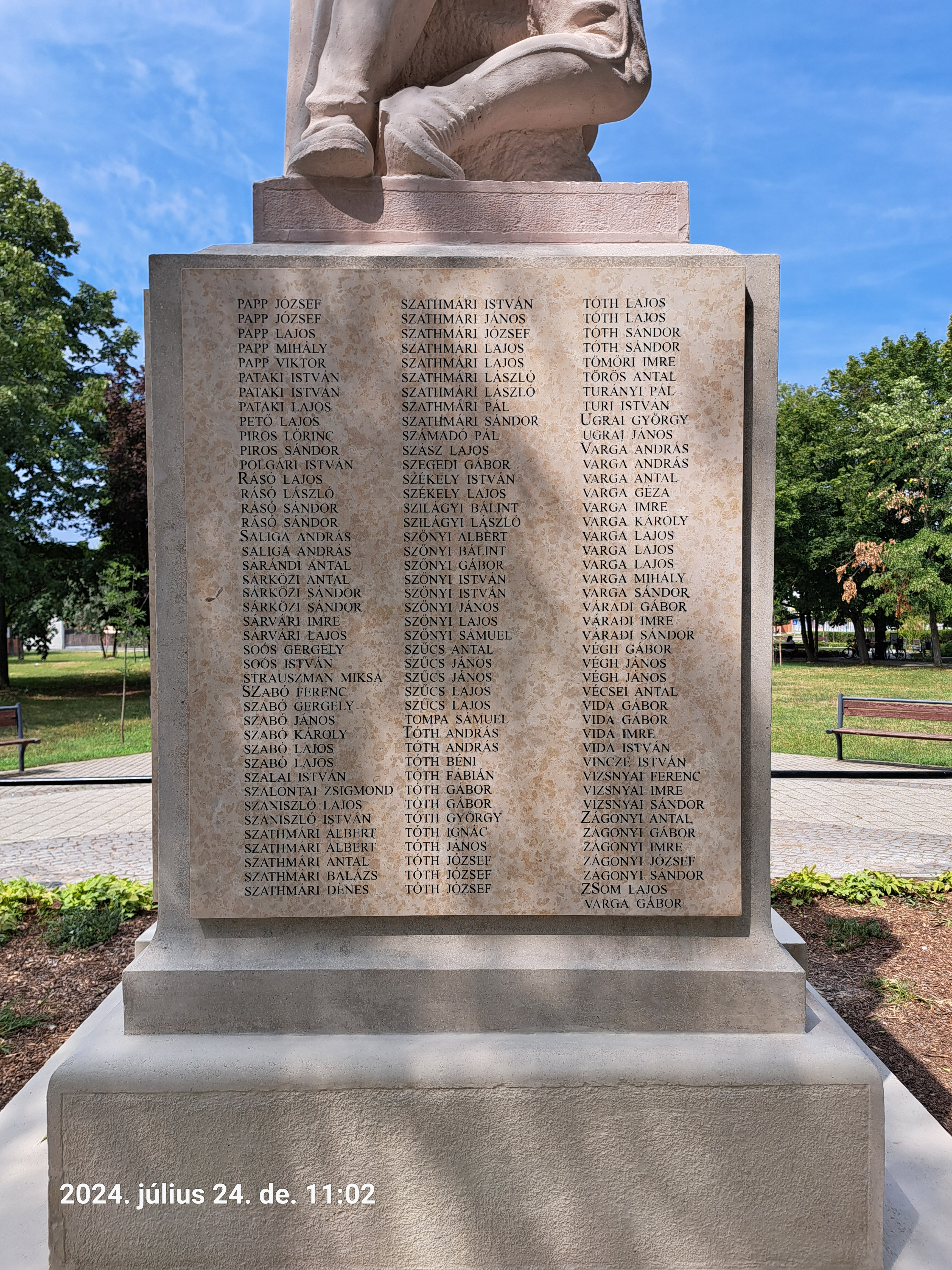
Hősi emlékmű 2024.07.24.1
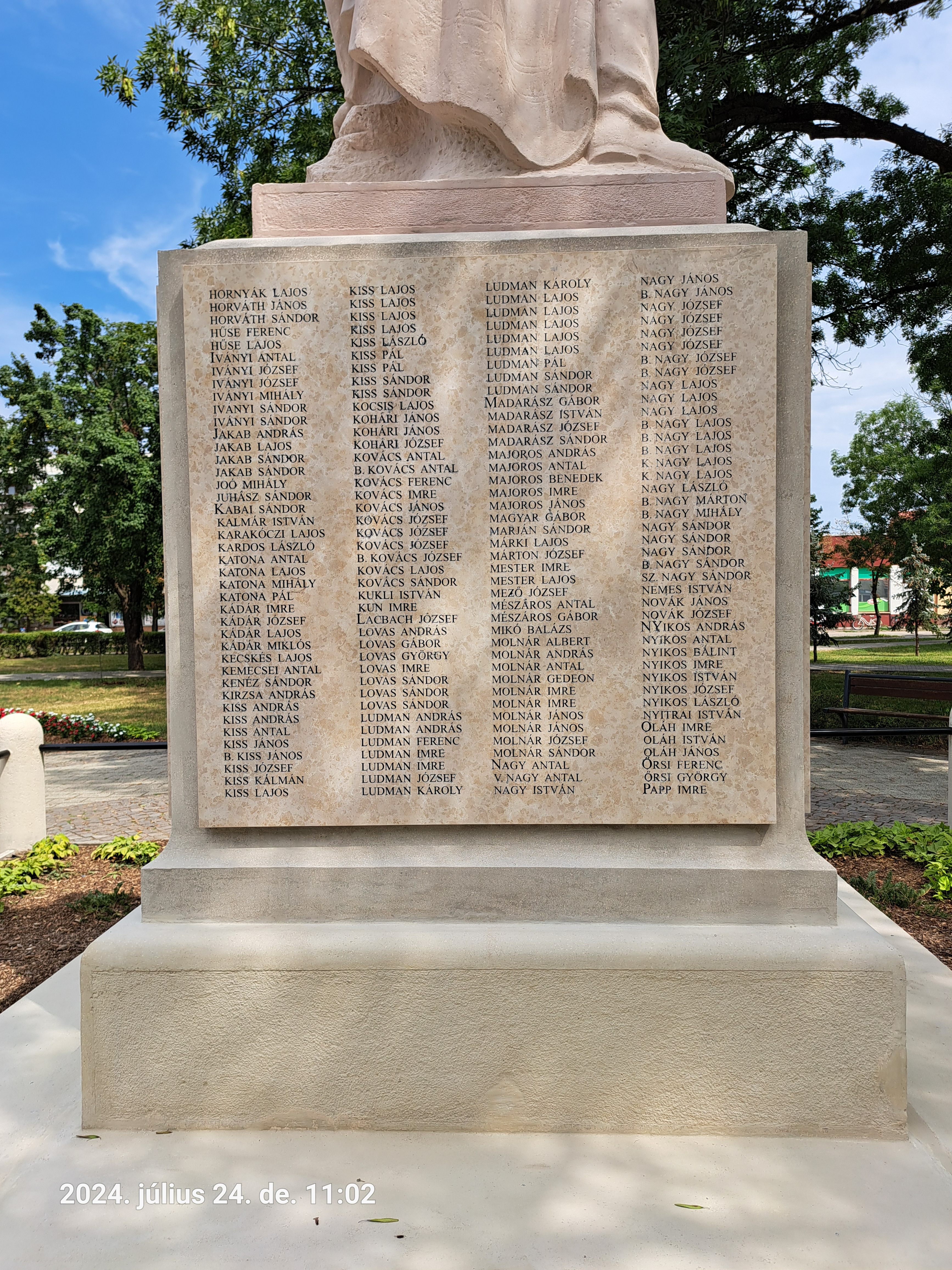
Hősi emlékmű 2024.07.24.1
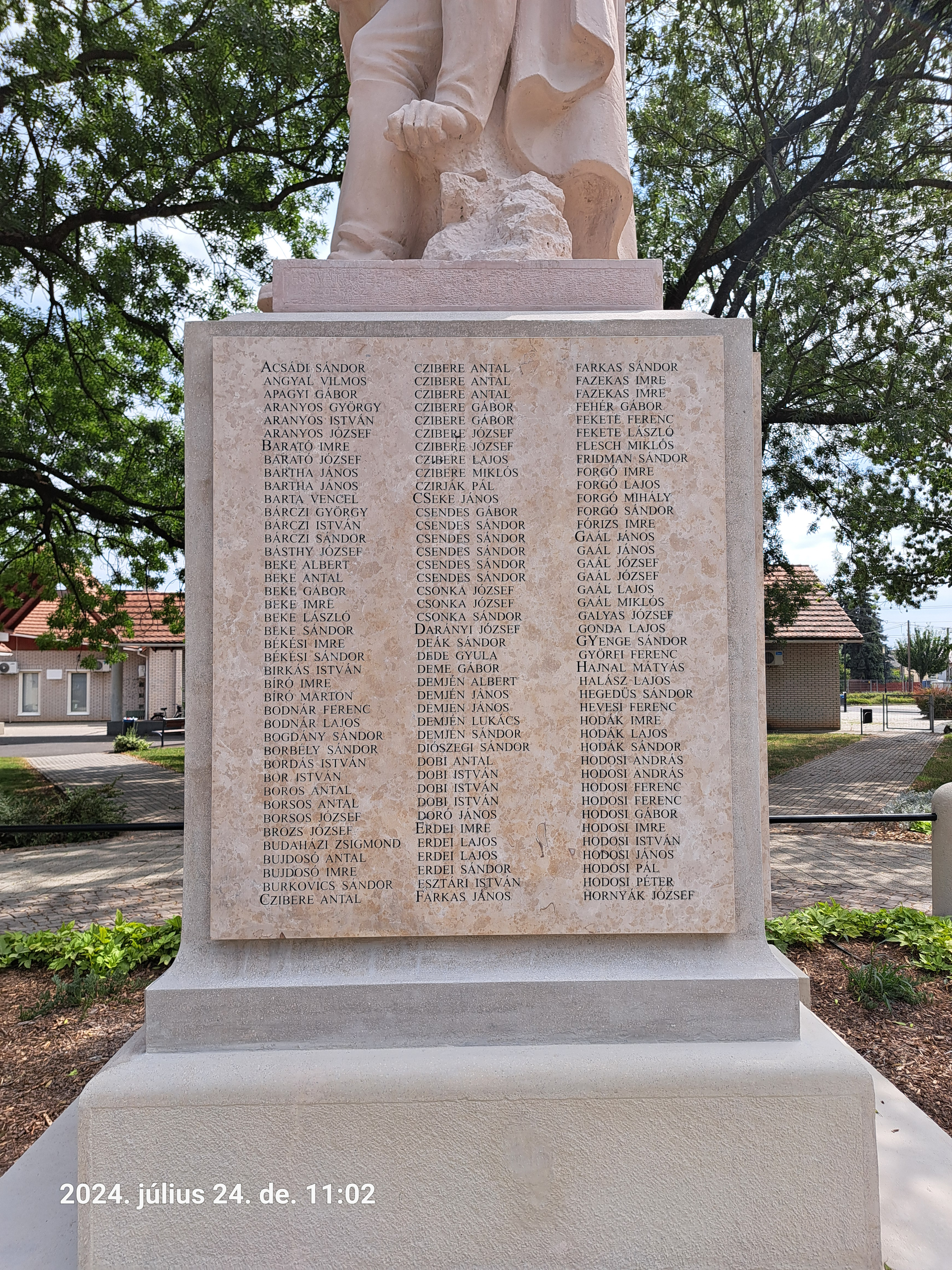
Hősi emlékmű 2024.07.24.1
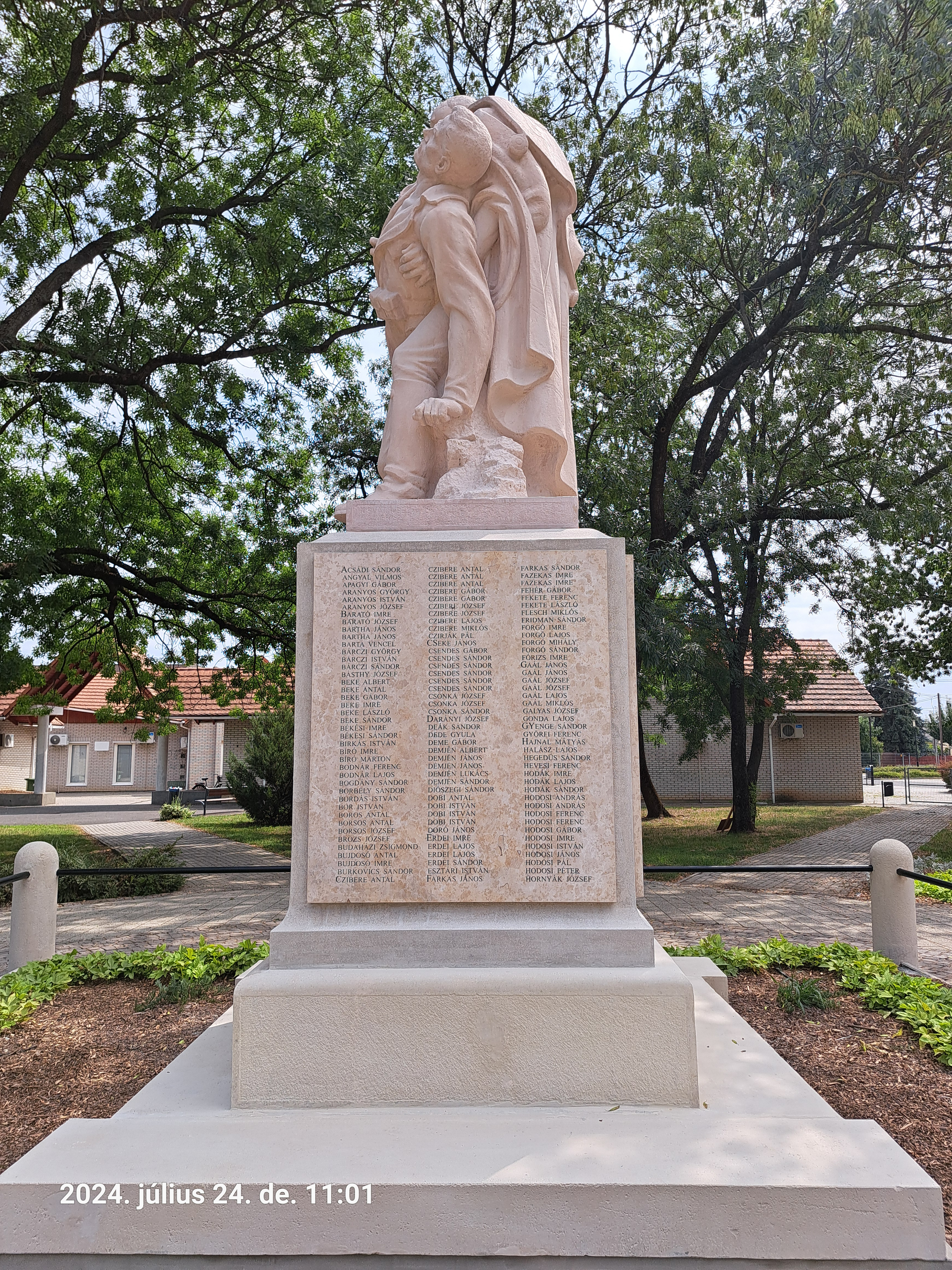
Hősi emlékmű 2024.07.24.1
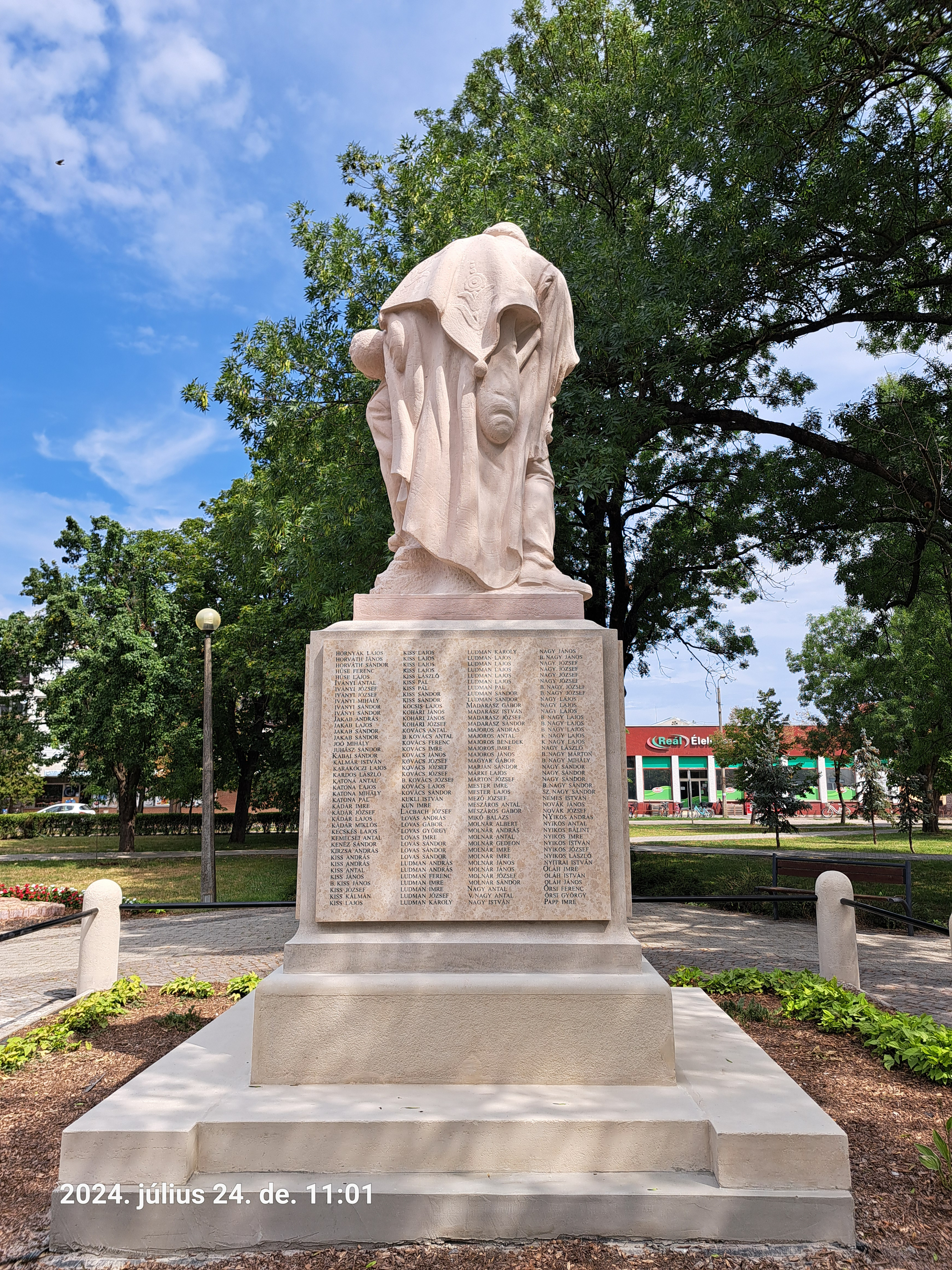
Hősi emlékmű 2024.07.24.1
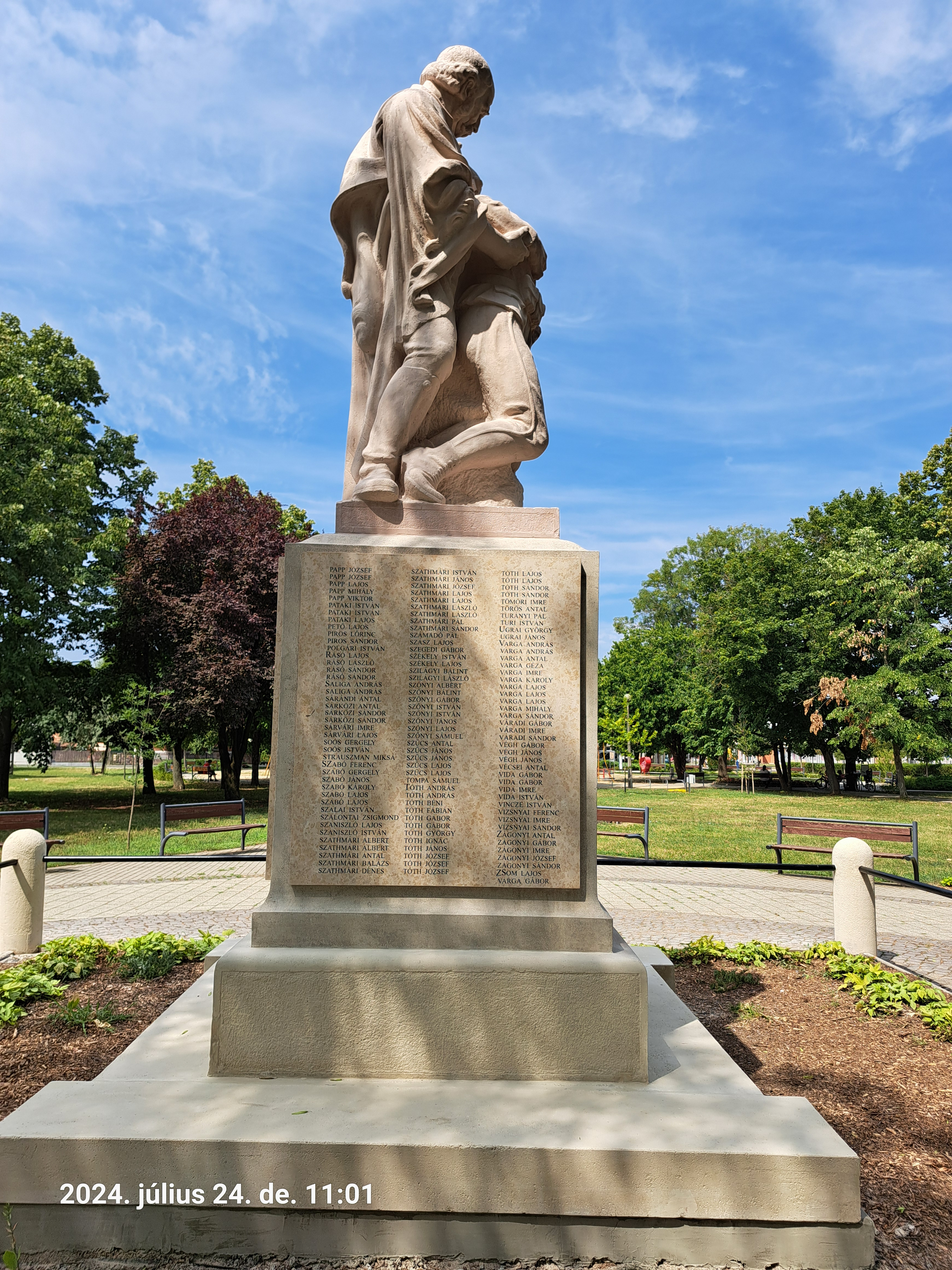
Hősi emlékmű 2024.07.24.1
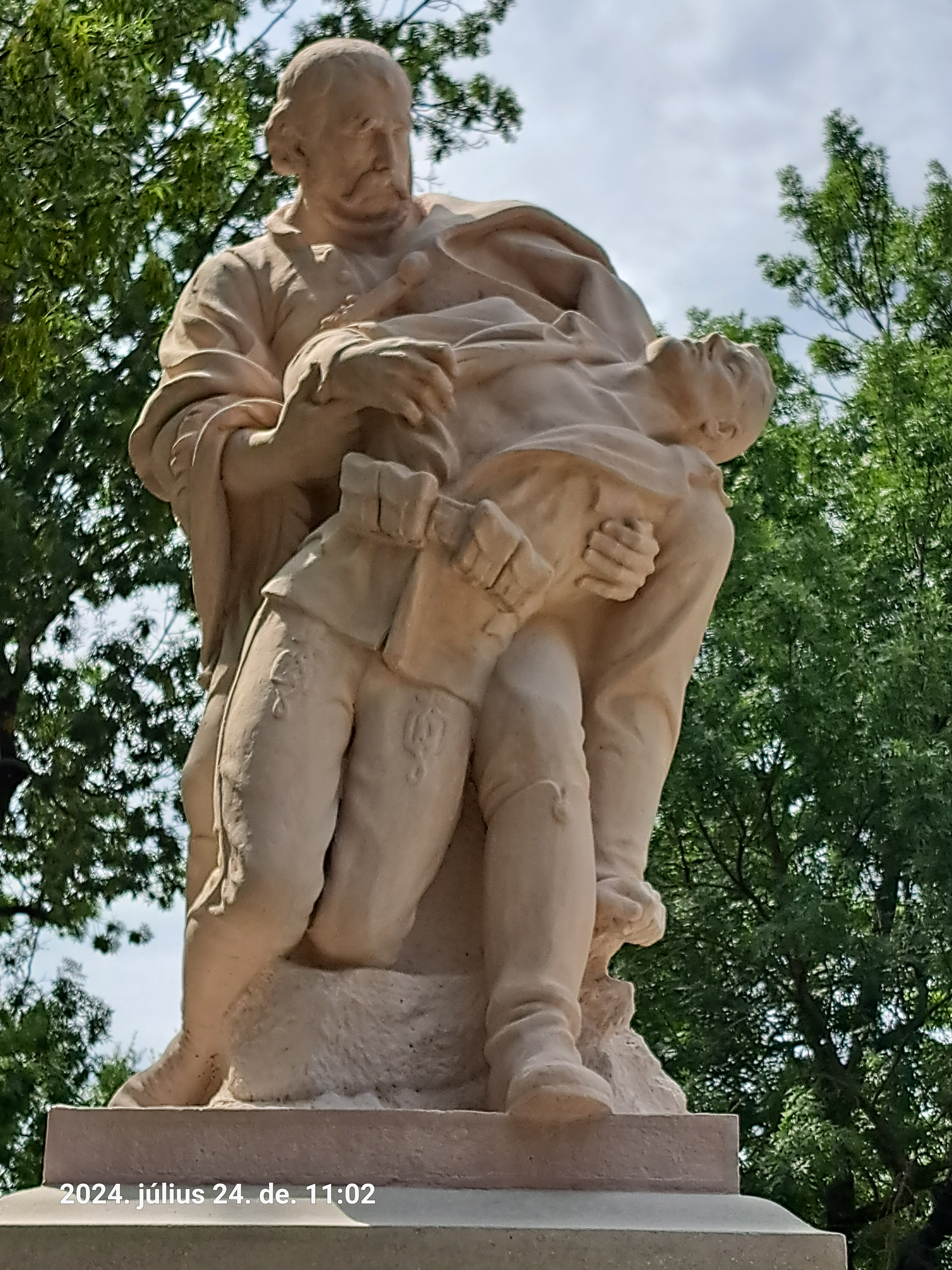
Hősi emlékmű 2024.07.24.1
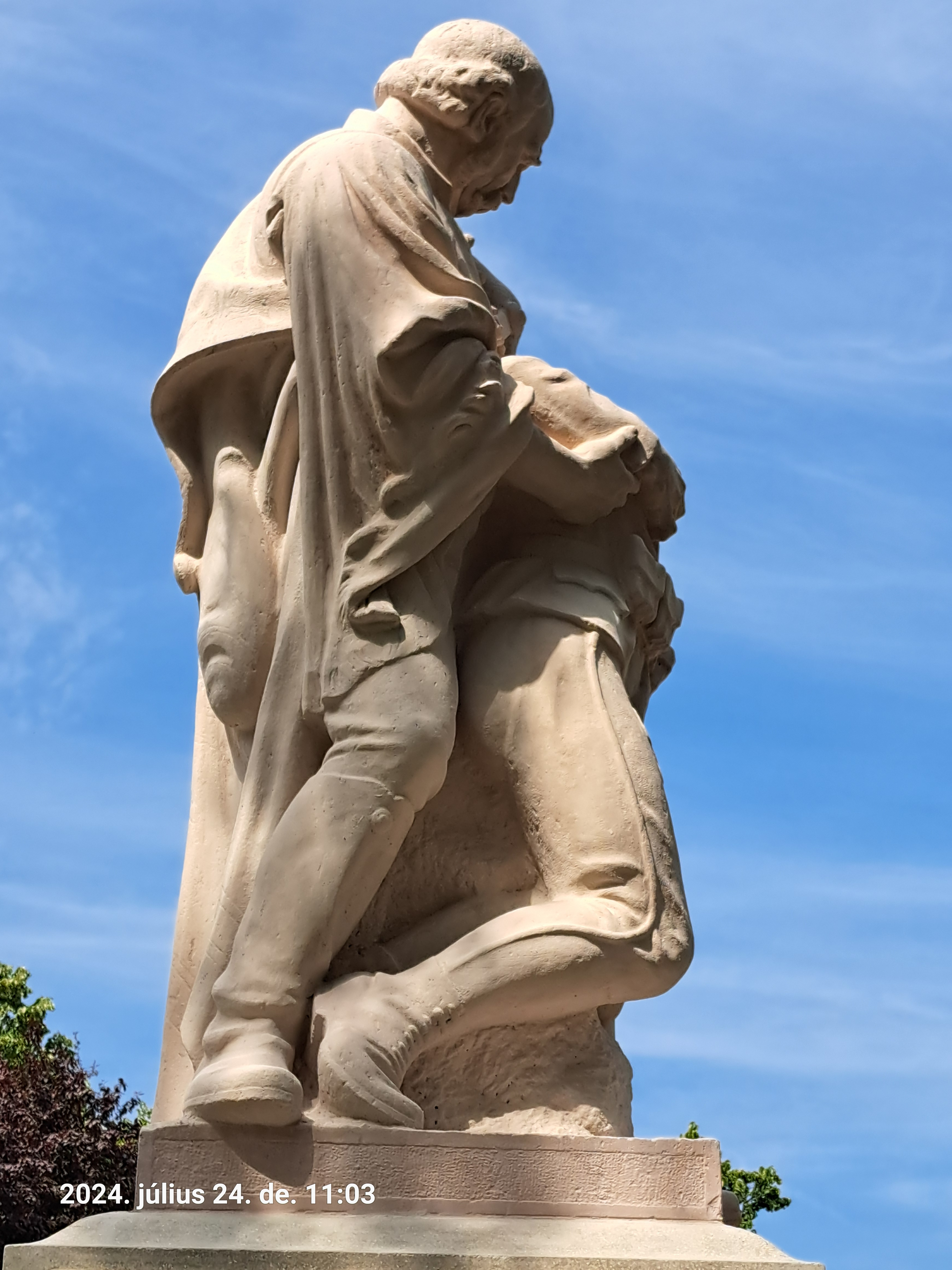
Hősi emlékmű 2024.07.24.1
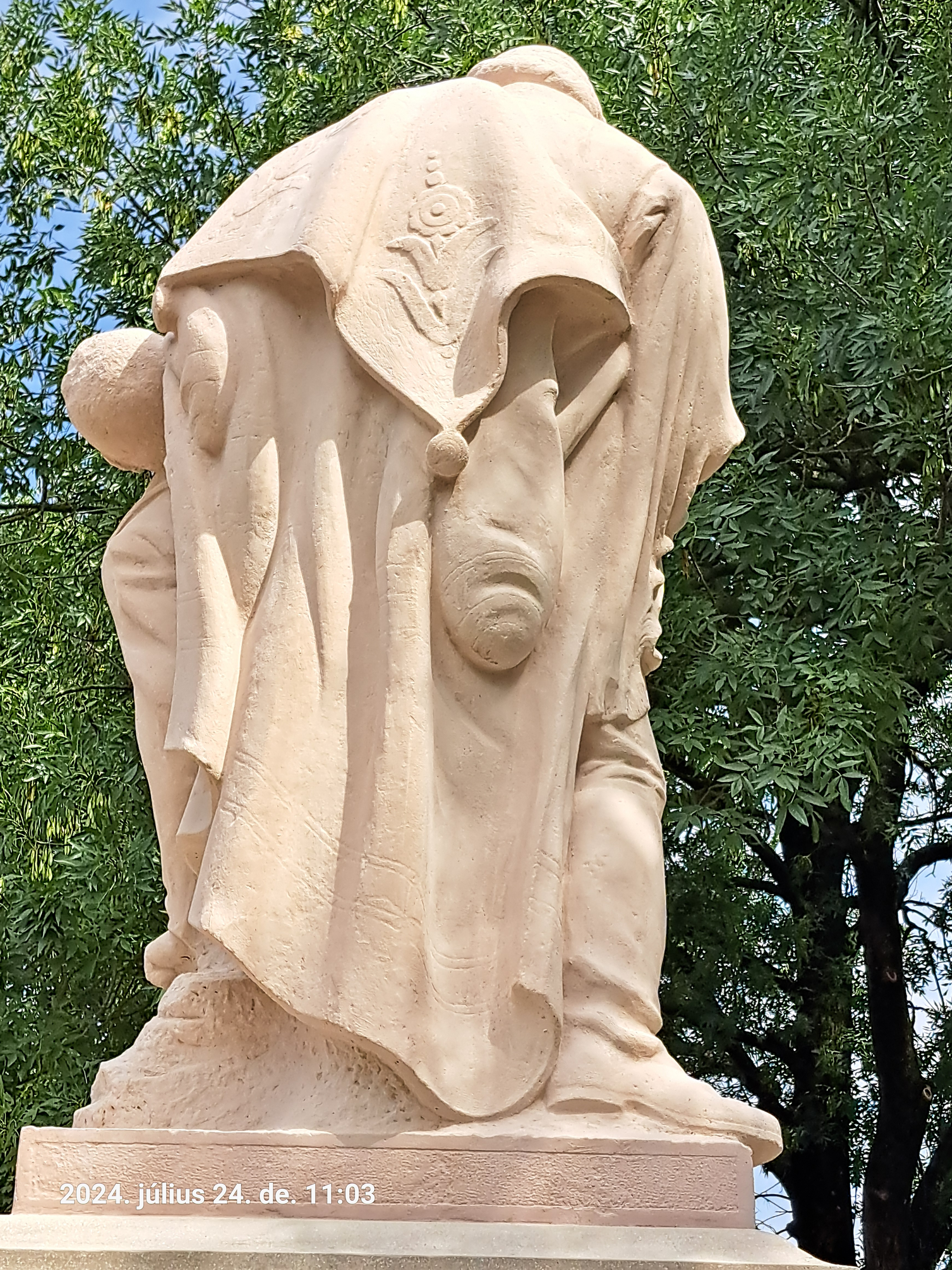
Hősi emlékmű 2024.07.24.1
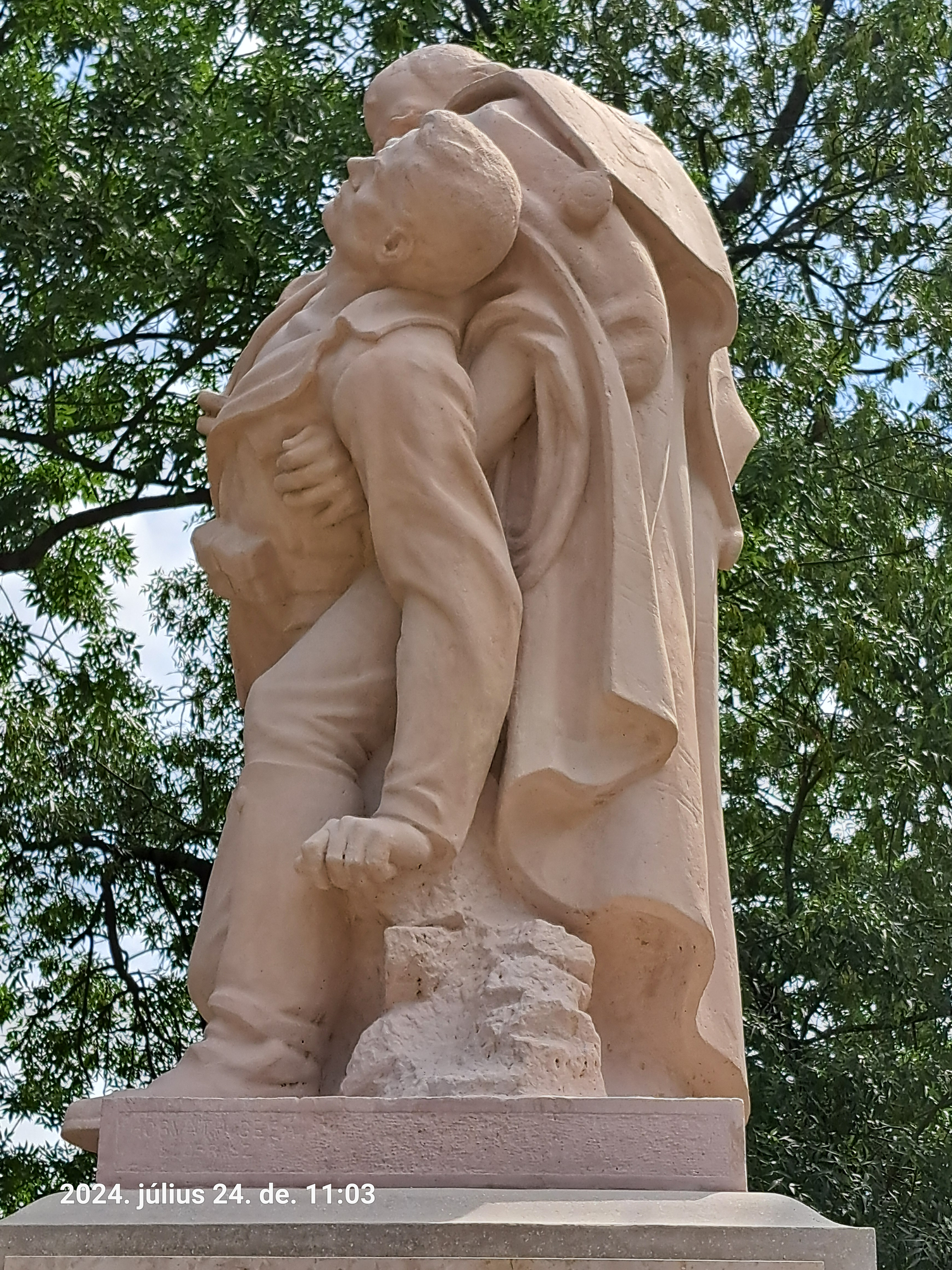
Hősi emlékmű 2024.07.24.1